# 등롱

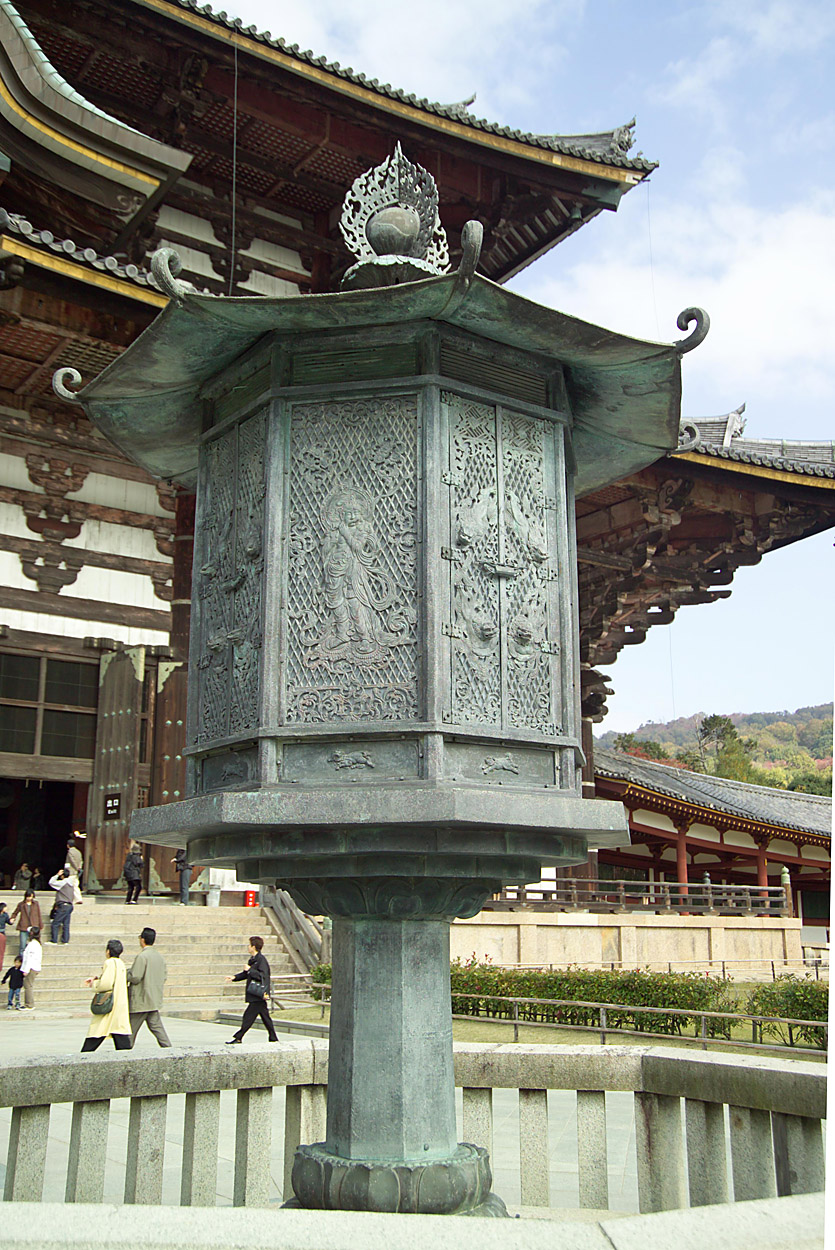
도다이지의 금동 팔각 등록 (국보)

등롱(燈籠), 장명등(長命燈)은 조명기구의 종류 중 하나이다. 돌, 나무 또는 금속으로 만든 전통적인 동아시아 등불의 일종이다. 재질에 따라 돌로 만든 것은 석등롱(石燈籠, 석등), 금속으로 만든 것은 동등롱(銅燈籠, 동등)이라는 식으로 부른다.
중국에서 시작된 등롱은 일본, 한국, 베트남으로 퍼졌지만 중국(불교 사원과 중국 전통 정원에 현존)과 일본에서 가장 흔하게 발견된다. 일본에서 등롱은 원래 길을 따라 늘어서고 조명을 비추는 불교 사원에서만 사용되었다. 불이 켜진 등불은 부처에게 바치는 제물로 여겨졌다. 헤이안 시대(794–1185)에 신사와 개인 주택에서 사용하기 시작했다.
등롱은 일찍이 한나라(기원전 202년~서기 220년)부터 중국에 알려져 왔으며, 위, 진, 남조, 북조 시대부터 당나라 시대까지 유행하여 일본에 소개되었다. 일본에서 현존하는 가장 오래된 청동 및 등롱은 나라에서 찾을 수 있다. 다이마데라에는 나라 시대에 지어진 등롱이 있다.
아즈치모모야마 시대(1568~1600)에 등롱은 다도인에 의해 대중화되어 정원 장식품으로 사용되었다. 곧 필요에 따라 새로운 유형이 개발되기 시작했다. 현대 정원에서 이것들은 순전히 장식적인 기능을 가지고 있으며 길을 따라, 물 근처 또는 건물 옆에 놓여 있다.

## 한국의 석등

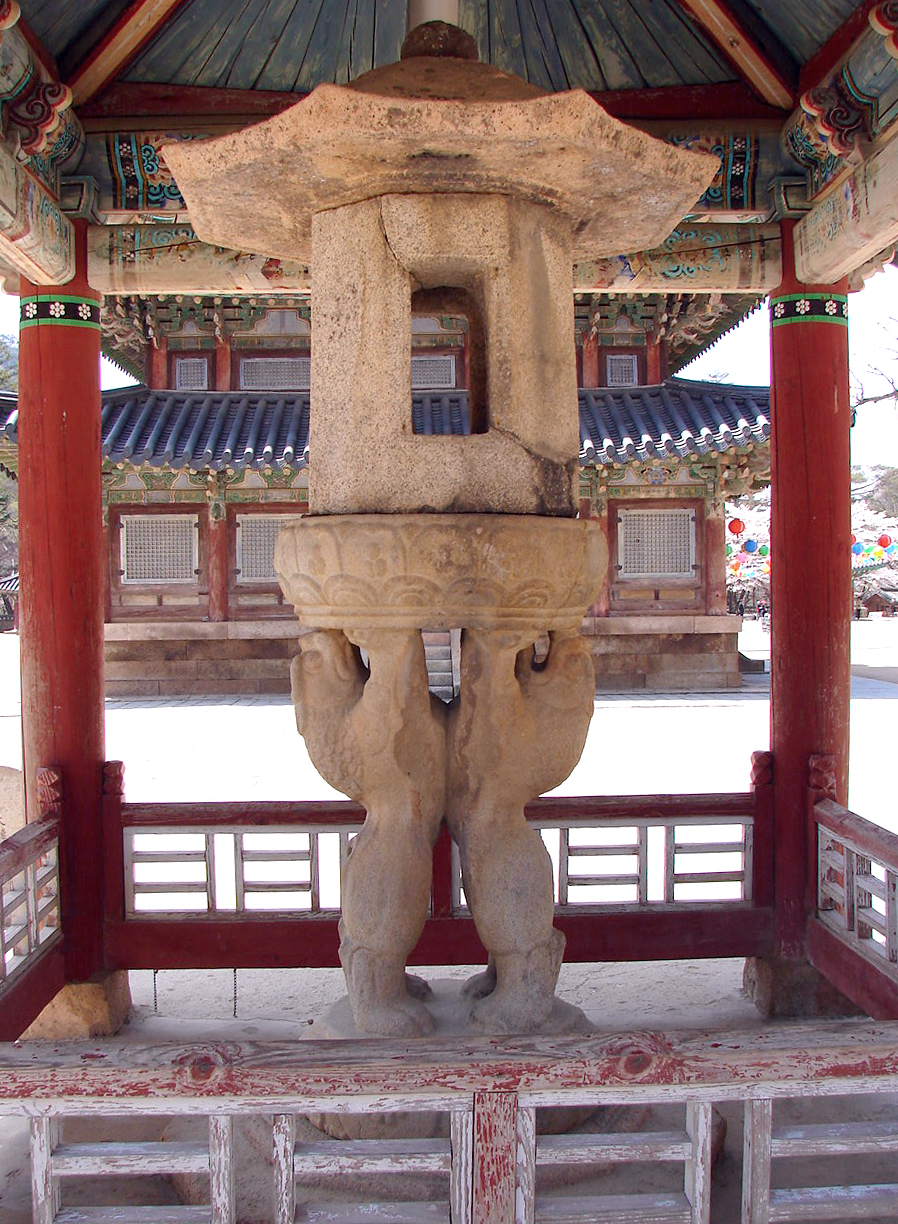
보은 법주사 쌍사자 석등, 대한민국의 국보 제5호로 불교 사찰 법주사 경내에 세워져 있다.

정원 조경이나 궁궐 건축에도 등롱이 많이 쓰인 중국이나 일본과 달리 한국에서 등롱은 주로 불교 건축물로서 거의 사찰 경내에만 세워졌다. 또한 석등롱 이외의 재질(목재, 금속)로 만들어진 등롱은 지극히 드물어서 찾아보기 힘들다.
사찰의 경내에 세우는 석등의 경우, 등불로서의 기능적인 부분 보다는 공양을 위한 도구로서의 의미가 좀 더 있다고 볼 수 있다.
한국내 석등 중에서는 구례 화엄사 각황전 앞 석등이 가장 크다. 석등의 단면의 대략적인 형태를 기준으로 팔각, 육각, 사각으로 구분하기도 하며 석등의 받침대인 간주석(竿柱石)의 형태에 따라 장구를 닮았다 하여 고복석(鼓腹石), 쌍사자형, 팔각형 주석으로 구분한다.